# ナチュラルハイジーン
ナチュラルハイジーン（またはオルソパシー Orthopathy) とは、ネイチャー・キュア運動に由来する代替医療を信じること、そしてそれを実践することを指す。提唱者は、病気の予防や治療には、断食やダイエットなどの生活習慣が必要であると主張している。
ナチュラルハイジーンは「自然な暮らし」の哲学を提唱する自然療法の一種として、19世紀初頭にアメリカで提唱された。ナチュラル・ハイジニストは、薬物、フッ素添加、予防接種、ほとんどの医療行為に対して反対する一方、断食や特定の食品の組み合わせ、ローフードまたはベジタリアンの食事を積極的に取り入れている。

## 批判
医学の専門家は、反ワクチン、断食、食べ合わせといった、ナチュラル・ハイジーンに関する行為を偽医療とみなしている。
長期間の断食が健康に大きな効果をもたらすという科学的根拠はなく 、むしろ、貧血、肝機能障害、腎臓結石、低血圧、ミネラルバランスの乱れ、その他の好ましくない副作用を引き起こす可能性が指摘されている。
また、ナチュラル・ハイジニストの断食でがんが治るという主張には科学的な根拠が与えられていない。(これはナチュラルハイジーンに誤解を与える記述です、中にはそういう人がいるのかも知れませんが、ナチュラル･ハイジーンの主な主張は決して断食でがんが治るなどというものではありません、『FIT FOR LIFE』等のナチュラルハイジーンの主な著作の主張の多くはChina Studyをはじめ大学等権威ある研究機関の研究結果等科学的根拠をもっています)
米国がん協会は「断食が人間のがんの予防や治療に効果的であると示す科学的証拠はまったくない」としている。